# 1942・愛の物語
『1942・愛の物語』（1942・あいのものがたり、1942: A Love Story）は、1994年のインドのヒンディー語恋愛映画。監督はヴィドゥ・ヴィノード・チョープラーが務め、アニル・カプール、マニーシャ・コイララ、ジャッキー・シュロフ、アヌパム・カー、ダニー・デンゾンパ、プラン、ブライアン・グローヴァーが出演している。イギリス領インド帝国を舞台に、植民地政府の役人と独立運動家の家庭に生まれた男女の恋愛を描いている。物語のプロットはK・S・ナラシンハスワーミの詩『Mysooru Mallige』を原作とした同名のカンナダ語映画『Mysore Mallige』の影響を強く受けている。批評家からはキャストの演技やカメラワーク、R・D・ブルマン（本作が遺作となった）のサウンドトラックを高く評価されている。

## ストーリー
1942年、イギリス領インド帝国が衰退に向かっていた時代。インド人が植民地政府に従属する者と独立を目指して抵抗運動に身を投じる者に分裂していたころ、ナレーンはラッジョーと恋に落ちていた。ナレーンの父ハリ・シンは植民地政府の役人で、冷酷なダグラス将軍の配下として独立運動家の摘発・処刑を指揮していた。一方、ラッジョーの父ラグヴィールはダグラス将軍に息子を殺された恨みを晴らすため、独立運動に身を投じていた。そんな中、ナレーンがラグヴィールの元を訪れてラッジョーとの結婚を申し込むが、ラグヴィールに拒絶される。それに対し、ナレーンは「ラッジョーのために全てを捧げる覚悟がある」とラッジョーへの想いを伝え、ラグヴィールもナレーンの覚悟を認めるが、「まずは君の父に話を伝えるように」と返答する。ナレーンから話を聞いたハリ・シンは、息子が独立運動家の娘と婚約したことに激怒するが、表面上はナレーンの婚約を祝福する。
ハリ・シンはナレーンからラグヴィールの居場所を聞き出し、ビシュト少佐と植民地政府に密告する。報告を受けたインド帝国警察はラグヴィールの隠れ家に突入して彼を殺そうとするが、ラグヴィールは警官たちを道連れに爆死する。外出していたラッジョーは事態を知って逃亡し、ラグヴィールの同志シュバンカルに保護され、父の遺志を受け継ぎ独立運動に身を投じるようになる。一方、ナレーンはラグヴィールを殺すために自分を利用したハリ・シンに怒りを向け、父との縁を切り独立運動に参加する。同じころ、ビシュト少佐の娘チャンダも、父がシュバンカルの師アビド・アリ・バイグを殺害する姿を目撃し、父が殺害を後悔していることを知り独立運動に参加する。
ナレーンは街中でダグラス将軍を殺そうとするが、数人の警護兵を殺したところで逮捕され、ダグラス将軍殺害未遂の罪で絞首刑を宣告される。ダグラス将軍は部隊に対して、処刑を執行する広場に集まった市民への発砲を命じ、チャンダを含む数人の市民が射殺される。そんな中、シュバンカルがナレーンを助け出し、娘を殺されたビシュト少佐が2人に協力してハリ・シンを殺害し、ダグラス将軍を旗差しで刺して重傷を負わせる。混乱の収束後、ナレーンはラッジョーと和解し、シュバンカルはダグラス将軍を絞首刑に処す。その後、ナレーン、ラッジョー、シュバンカル、ビシュト少佐は市民たちと共にインド国旗を掲げて敬礼を捧げる。

## キャスト
- ナレンドラ・シン（ナレーン） - アニル・カプール
- シュバンカル - ジャッキー・シュロフ
- ラジェーシュワーリー・パタク（ラッジョー） - マニーシャ・コイララ
- チャンダ・ビシュト - チャンドニ（英語版）
- ラグヴィール・パタク - アヌパム・カー
- ビシュト少佐 - ダニー・デンゾンパ
- アビド・アリ・バイグ - プラン
- アシュトーシュ - アシーシュ・ヴィディヤルティ
- ムンナー - ラグビール・ヤーダヴ
- ガヤトリ・シン - スシュマ・セート（英語版）
- ハリ・シン - マノハル・シン（英語版）
- ダグラス将軍 - ブライアン・グローヴァー（英語版）

## 製作

### 企画
脚本家の一人であるカンナ・チャンドラは、留学中の娘（タヌージャ、アヌパマ）に会うためにアメリカ合衆国を訪れた際、ヴィドゥ・ヴィノード・チョープラーの『Parinda』を鑑賞して感激した娘たちに「監督のために脚本を書いて欲しい」と頼まれた。彼女は『Prem Rog』『Chandni』の脚本を執筆した経験はあるが、チョープラーが得意とする「暗い映画」の執筆経験はなかったものの、娘たちに勧められてチョープラーと面会することに決めた。
インドに帰国後、チャンドラはナトラージ・スタジオでチョープラーと面会した。彼女は2～3のアイディアを披露し、「気に入ったものがあれば企画を進めて欲しい」と依頼し、そのうちの一つをチョープラーが気に入ったことで映画化の企画が立ち上がった。チャンドラは1年かけて脚本を完成させたが、チョープラーから「現代を舞台にしたラブストーリーは好きじゃない。別の時代に設定を変更してくれないか」と連絡を受けた。その後、彼女は幼少期に経験したインド独立運動の時代に物語を設定し直した。

### キャスティング
当初、ナレンドラ役にはアーミル・カーンが検討されていたが、彼は出演を辞退している。アニル・カプールにオファーしたが、彼は出演を望まずボビー・デーオールやアーミル・カーンを勧めていたが、後に出演を承諾している。彼は役作りのために減量し、髪を短くして口髭を生やした。ムンナー役にはシャー・ルク・カーンが検討されていたが、別の出演作品が決まっていたため辞退している。ジャッキー・シュロフはシュバンカル役として出演した他、撮影セットの複数の家屋の建設費用やR・D・ブルマンの作曲料などをチョープラーに代わって支払っている。
チョープラーはマドゥリ・ディークシットを起用することを前提にラッジョー役を作り出し、ジャーヴェード・アクタルも彼女をイメージして「Ek Ladki Ko Dekha To」を作詞していた。しかし、ディークシットはスケジュールの都合で出演することができず、代わりにラッジョーの妹役のオーディションを受けていたマニーシャ・コイララがラージョー役のテストを受けることになった（妹役は最終的に脚本からカットされた）。コイララの演技を見たチョープラーは、彼女を「ひどい女優」と判断して不採用にしようとするが、コイララは「もう一度チャンスを下さい」と懇願し、翌日テストを受け直してラッジョー役に採用された。コイララの他にアシュウィニー・バーヴもオーディションを受けていたが、彼女はその場で不採用になっている。
ラグヴィール役には『Parinda』でチョープラー監督作品に出演経験のあるナーナー・パテーカルが起用されたが、彼はシュバンカル役を熱望していたためチョープラーと衝突したため、アヌパム・カーが代わりに起用された。1991年公開のアニル主演作『Lamhe』が興行的に失敗したため、弟のサンジャイ・カプールが代わりに出演するという噂が流れたが、最終的には当初の予定通りにアニルが出演している。

### 撮影
主要撮影はヒマーチャル・プラデーシュ州のチャンバ県ダルフージー・カジアル・カラトップ・カジアル・サンクチュアリで行われた。また、現地にスタッフ・キャストを集めるコスト削減のため、美術監督のニティン・チャンドラカント・デサイが800万ルピーかけてフィルムシティにダルフージーを模した撮影セットを作り、そこで撮影を行っている。デサイによると、周囲の人間はチョープラーに「新人のデサイに任せないように」と進言していたが、チョープラーは意に介さず全幅の信頼を寄せてくれたという。

### 音楽
映画音楽の作曲はマノハリ・シンとバブロー・チャクラボルティーが手掛けた。楽曲の作曲はR・D・バーマン、作詞はジャーヴェード・アクタルが手掛けている。
| #         | タイトル                            | 作詞      | 作曲・編曲 | 歌手                                             | 時間 |
| --------- | ----------------------------------- | --------- | ---------- | ------------------------------------------------ | ---- |
| 1.        | 「Pyar Hua Chupke Se」              |           |            | カヴィタ・クリシュナムルティ                     | 4:23 |
| 2.        | 「Rimjhim Rimjhim Rumjhum Rumjhum」 |           |            | カヴィタ・クリシュナムルティ、クマール・サーヌー | 3:53 |
| 3.        | 「Ek Ladki Ko Dekha」               |           |            | クマール・サーヌー                               | 4:27 |
| 4.        | 「Rooth Na Jana」                   |           |            | クマール・サーヌー                               | 4:50 |
| 5.        | 「Kuch Na Kaho」(Happy)             |           |            | クマール・サーヌー                               | 6:28 |
| 6.        | 「Kuch Na Kaho」(Sad)               |           |            | ラタ・マンゲシュカル                             | 6:23 |
| 7.        | 「Yeh Safar」                       |           |            | シヴァージ・チャテルジー                         | 5:40 |
| 合計時間: | 合計時間:                           | 合計時間: | 36:04      |                                                  |      |

## 公開
1994年4月15日に公開された。試写会に招待されたアミターブ・バッチャンはチョープラーの努力に対して祝福の声をかけている。

## 受賞・ノミネート
| 映画賞                       | 部門                       | 対象                                                  | 結果       | 出典          |
| ---------------------------- | -------------------------- | ----------------------------------------------------- | ---------- | ------------- |
| 第40回フィルムフェア賞       | 作品賞                     | ヴィドゥ・ヴィノード・チョープラー                    | ノミネート | [ 12 ] [ 13 ] |
| 第40回フィルムフェア賞       | 監督賞                     | ヴィドゥ・ヴィノード・チョープラー                    | ノミネート | [ 12 ] [ 13 ] |
| 第40回フィルムフェア賞       | 主演男優賞                 | アニル・カプール                                      | ノミネート | [ 12 ] [ 13 ] |
| 第40回フィルムフェア賞       | 主演女優賞                 | マニーシャ・コイララ                                  | ノミネート | [ 12 ] [ 13 ] |
| 第40回フィルムフェア賞       | 助演男優賞                 | ジャッキー・シュロフ                                  | 受賞       | [ 12 ] [ 13 ] |
| 第40回フィルムフェア賞       | 音楽監督賞                 | R・D・ブルマン                                        | 受賞       | [ 12 ] [ 13 ] |
| 第40回フィルムフェア賞       | 作詞家賞                   | クマール・サーヌー「Ek Ladki Ko Dekha」               | 受賞       | [ 12 ] [ 13 ] |
| 第40回フィルムフェア賞       | 女性プレイバックシンガー賞 | カヴィタ・クリシュナムルティー「Pyaar Hua Chupke Se」 | 受賞       | [ 12 ] [ 13 ] |
| 第40回フィルムフェア賞       | 美術賞                     | ニティン・チャンドラカント・デサイ                    | 受賞       | [ 12 ] [ 13 ] |
| 第40回フィルムフェア賞       | 撮影賞                     | ビノード・プラダーン                                  | 受賞       | [ 12 ] [ 13 ] |
| 第40回フィルムフェア賞       | 編集賞                     | レヌ・サルジャ                                        | 受賞       | [ 12 ] [ 13 ] |
| 第40回フィルムフェア賞       | 音響デザイン賞             | ジーテンドラ・チョードリー、ナミタ・ナヤク            | 受賞       | [ 12 ] [ 13 ] |
| スター・スクリーン・アワード | 助演男優賞                 | アヌパム・カー                                        | 受賞       | [ 14 ]        |
| スター・スクリーン・アワード | 音楽監督賞                 | R・D・バーマン                                        | 受賞       | [ 14 ]        |
| スター・スクリーン・アワード | 作詞家賞                   | ジャーヴェード・アクタル「Ek Ladki Ko Dekha To」      | 受賞       | [ 14 ]        |
| スター・スクリーン・アワード | 男性プレイバックシンガー賞 | クマール・サーヌー「Ek Ladki Ko Dekha To」            | 受賞       | [ 14 ]        |
| スター・スクリーン・アワード | 美術監督賞                 | ニティン・チャンドラカント・デサイ                    | 受賞       | [ 14 ]        |
| スター・スクリーン・アワード | 撮影賞                     | ビノード・プラダーン                                  | 受賞       | [ 14 ]        |
| スター・スクリーン・アワード | 音響賞                     | ジーテンドラ・チョードリー、ナミタ・ナヤク            | 受賞       | [ 14 ]        |